# يين ليهوا
يين ليهوا (بالإنجليزية: Yin Lihua) (بالصينية: 陰麗華) عاشت بين 5 – 64 م، كان اسمها الإمبراطورة غوانغلي (光烈 皇后) رسميًا، إمبراطورة خلال عهد أسرة هان الشرقية. كانت هي الإمبراطورة الثانية لزوجها الإمبراطور جوانجو (ليو شيوى)، رغم أنها تزوجته كزوجة قبل أن يتزوج الإمبراطورة الأولى قوه شنغ تونغ. كانت مشهورة بجمالها ووداعتها. (اسمها بعد وفاتها بدأ باتجاه جديد لبقية الهان الشرقية، حيث تم تشكيل أسماء الإمبراطورات بعد وفاتهن ليس فقط من أسماء أزواجهن بعد وفاتهم، كما كان معتادًا خلال الهان الغربي السابق، ولكن استخدم جزء من أسماء أزواجهم بعد وفاتهن جنبا إلى جنب مع وصف شخصي إضافي لهن)

## الخلفية العائلية والزواج من ليو شيو
وُلدت ليين ليهوا وترعرعت تحت قيادة نانيانغ (نانيانغ الحديثة، خنان) - نفس القيادة التي جاء منها زوجها في نهاية المطاف. بينما كانوا صغارا، كان مفتون بجمالها. طبقًا لهوي هان شو، عندما كان ليو شيوى يزور العاصمة تشانغآن، فقد تأثر برئيس بلدية العاصمة (تشيجنيو، 金吾)، وأعجب بالفعل بجمال يين، فقال: «إذا أردت أن أكون مسؤولاً، أريد أن أكون تشيجنيو؛ إذا كنت سأتزوج، أريد أن أتزوج من يين ليهوا».
توفي والد يين يين مو (阴 睦) مبكرًا عندما كانت في السادسة من عمرها. كان اسم عائلة والدتها دنج (鄧). كان لديها أربعة أشقاء على الأقل - يين شينغ (陰 興) يين جيو (陰 就) يين شي (陰 識) يين شين (陰 訢). ولد يين شينغ ويين شين من نفس الأم لها؛ ولد يين شي من زوجة والدها السابقة. ليس من الواضح من كانت والدة يين جيو) وفقا ل هوى هان شو ، وينحدر اليينز من فترة تشي الربيع والخريف رئيس الوزراء قوان تشونغ.
خلال عام 23، بينما كان ليو شيو مسؤولًا في حكومة هان التي أعيد تأسيسها حديثًا من جنكشي الإمبراطور، كان متزوجًا من يين ليهوا. في وقت لاحق، عندما أرسله إمبراطور غنجشي إلى المنطقة الواقعة شمال النهر الأصفر، عادت إلى المنزل.

## كقرينة إمبراطورية
انفصل ليو شيوى في نهاية المطاف عن إمبراطور جنجشي، وأعلن نفسه إمبراطور هان عام 25 (كإمبراطور جوانجو). في وقت لاحق من ذلك العام، عندما استولى على لويانغ لتكون عاصمته، أرسل المرؤوسين لجلب يين إلى العاصمة وجعلها شريكًا إمبراطوريًا. ومع ذلك في ذلك الوقت كان متزوجًا أيضًا من قوه شنغ تونغ، ابنة أمير الحرب الإقليمي ليو يانغ (劉楊)، وأميرة شيندنج، وجيو أنجبت ولداً، هو ليو جيانغ (劉 疆).
عام 26، كان الإمبراطور جوانجو مستعدًا لتعيين إمبراطورة، وكان يحبذ حبه الأول، قرينته يين. ومع ذلك، لم يكن لدى قرينته يين ابن حتى ذلك الوقت، ورفضت منصب الإمبراطورة وأقرت كونسورت قوه. جعل الإمبراطور جوانجو قوه الإمبراطورة وابنها الأمير جيانغ ولي العهد.
عام 28، أنجبت القرينة يين ابنها الأول ليو يانج (劉陽)، لكي لا يتم الخلط بينه وبين عم الإمبراطورة قوه).
عام 33، قُتلت السيدتان دينغ ويين شين على أيدي اللصوص. نعاهما الإمبراطور غوانغوو إلى حد كبير، وجعل يين جيو من النبلاء وحاول أن يجعل يين شينغ من النبلاء أيضًا، لكن يين شينغ المتواضع رفض وأمر القرينة يين بأن تكون دائمًا متواضعًة ولا تسعى إلى تكريم أقربائها. أخذت النصيحة إلى القلب.
باعتبارها قرينًة إمبراطوريًة، على الرغم من أن القرينة يين لم تكن إمبراطورة، إلا أنها استمرت في كونها المفضلة من قبل الإمبراطور جوانجو كحبه الأول. هي (مثل الإمبراطورة قوه) أنجبت له خمسة أبناء.

## كإمبراطورة
بحلول عام 41، كانت الإمبراطورة قوه قد فقدت منذ فترة طويلة تفضيل الإمبراطور. كانت تشكو باستمرار من هذه الحقيقة، وهذا أغضب الإمبراطور جوانجو. عام 41، خلعها وجعل القرينة يين الإمبراطورة بدلاً من ذلك. وبدلاً من سجن قوه (كما هو الحال في كثير من الأحيان كمصير الإمبراطوريات المخلوعة)، إلا أنه جعل ابنها ليو فو (劉 輔) أمير تشونغشان وجعلها الأميرة الأم لتشونغشان. جعل شقيقها قوه كوانغ (郭 況) مسؤولًا مهمًا، وربما كشكل من أشكال النفقة، كافأه بثروة كبيرة.
نظرًا لأن قلبها لم يطاوعها لإسقاط الأم والابن، أرسل الإمبراطور جوانجو في البداية نجل قوه، ولي العهد الأمير جيانغ، كولي للعهد. ومع ذلك، أدرك ولي العهد جيانغ أن موقفه كان محفوفًا بالمخاطر، وعرض مرارًا التنحي. في عام 43، وافق الإمبراطور غوانغوو والأمير يانغ، الابن الأكبر للإمبراطورة يين، على أن يصبح ولي العهد بدلاً منه. قام أيضًا بتغيير اسم الأمير يانغ إلى شوانغ (莊).
لم يتم ذكر الإمبراطورة يين بشكل متكرر في التاريخ بينما كانت الإمبراطورة - علامة على أنها لم تكن تحاول ممارسة قدر كبير من التأثير كإمبراطورة. ومع ذلك، أصبح إخوتها الثلاثة جميعهم مسؤولين ونبلاء أقوياء، على الرغم من أنهم كانوا بشكل عام منخفضين ولم يبحثوا عن مناصب عليا بمفردهم. كانت تفضل بشدة الابن للإمبراطورة السابقة قوه ليو يان، أمير تشونغشان، وبعد وفاة الإمبراطورة قوه عام 52، عاملته كابن لها.
توفي الإمبراطور جوانجو عام 57، وخلفه ولي العهد تشوانغ (كإمبراطور مينغ). تلقت الإمبراطورة يين لقبالإمبراطورة الأم.

## كالإمبراطورة الأم
بدا أن الإمبراطورة الأم يين مارست قدرا معتدلا من التأثير على ابنها، لكنها أقل بكثير من الإمبراطورات الأم السابقات.
عام 59، ضربت مأساة عائلة الإمبراطورة الأم يين. نجل شقيقها يين جيو، نبيل شنيانغ، يين فنغ (陰 豐)، كان قد تزوج من ابنة ليو شيو (ليس من الواضح ما إذا كانت هي أيضًا ابنة الإمبراطورة دوجر يين) ليو شيو (劉 綬)، الأميرة ليو يي. كانت الأميرة ليي متعجرفة وغيورة، وقتلها يين فنغ وأعدم. ثم انتحر يين جيو وزوجته. (ومع ذلك، وحتى بعد ذلك، حظي يين جيو بعد وفاته بتقدير كبير، وأشيد به في مرسوم لاحق عن طريق الامبراطوره الارمله يين الابنة في القانون الإمبراطورة ما.)
عام 60، وبتأييد الإمبراطورة الأم يين، أنشأ الإمبراطور مينغ نبلاء ما، ابنة ما يوان، والتي كانت الإمبراطورة الأم يين تفضلها بسبب ودها وعدم وجود الغيرة - ربما لأن هذه الصفات تعكس إمبراطوريتها.
وفي عام 60 أيضًا، قام الإمبراطور مينغ والإمبراطورة الأم يين بزيارة نادرة للإمبراطور جوانجو ووطن الإمبراطورة الأم يين في نانيانغ.
توفيت الإمبراطورة الأم يين عن عمر يناهز 64 عامًا وتم دفنها مع زوجها الإمبراطور جوانجو.